# Wiener Zeitung
Wiener Zeitung este un ziar vienez care a fost înființat în anul 1703 sub numele de Wiennerisches Diarium. Prima apariție a lui a fost la 8 august 1703, fiind una dintre cele mai vechi apariții tipografice de presă din lume. Wiennerische Diarium a fost un ziar în care se publicau evenimente din țară sau internaționale și unele evenimente legate de nașteri, căsătorii sau decese din familiile nobiliare. Din anul 1780 s-a numit Wiener Zeitung, iar din anul 1812 devine ziar oficial al guvernului austriac. Ziarul a avut în 1855 un tiraj de 4.500 exemplare, iar în prezent (2009) 24.000 de exemplare. Din anul 1998 are un sit web online, fiind presă oficială austriacă.